# Liste der Baudenkmäler in Wettstetten
Auf dieser Seite sind die Baudenkmäler in der oberbayerischen Gemeinde Wettstetten zusammengestellt. Diese Tabelle ist eine Teilliste der Liste der Baudenkmäler in Bayern. Grundlage ist die Bayerische Denkmalliste, die auf Basis des Bayerischen Denkmalschutzgesetzes vom 1. Oktober 1973 erstmals erstellt wurde und seither durch das Bayerische Landesamt für Denkmalpflege geführt wird. Die folgenden Angaben ersetzen nicht die rechtsverbindliche Auskunft der Denkmalschutzbehörde.
 Die Liste gibt den Fortschreibungsstand vom 3. Juli 2018 wieder und umfasst sechs Baudenkmäler.

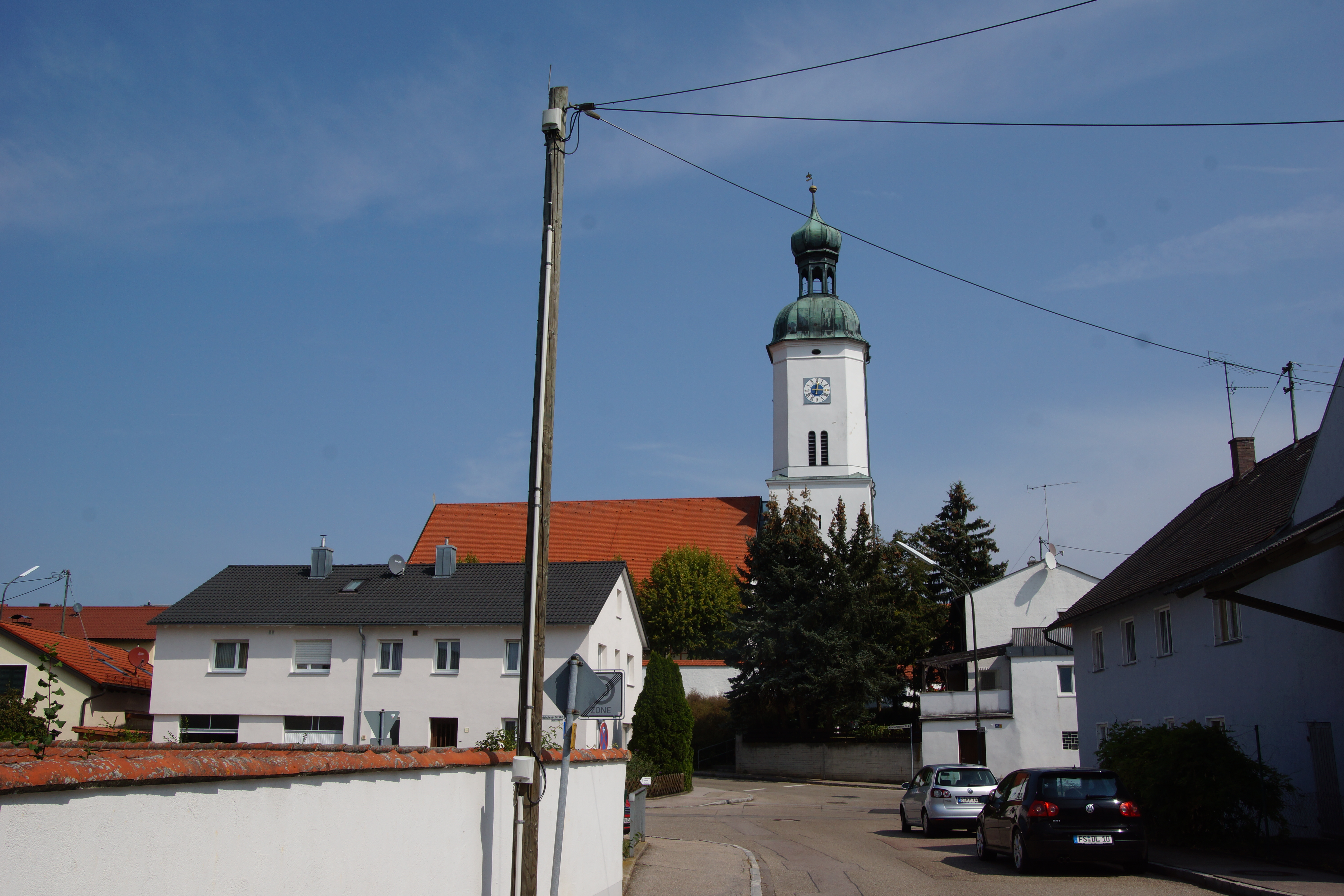
Blick auf St. Martin in Wettstetten

## Baudenkmäler nach Gemeindeteilen

### Wettstetten
| Lage                                                                                         | Objekt                                            | Beschreibung | Akten-Nr.    | Bild           |
| -------------------------------------------------------------------------------------------- | ------------------------------------------------- | --- | ------------ | -------------- |
| Nähe Christian-Faber-Straße (Standort)                                                       | Wegkapelle „Christus auf der Rast“ (Osterkapelle) | Ende 17. Jahrhundert; Ausstattung. | D-1-76-167-2 | BW             |
| Kirchplatz 2 (Standort)                                                                      | Katholische Pfarrkirche St. Martin                | Oktogonaler Turm mit Laterne, 1699, Langhaus modern erneuert; mit Ausstattung; ehemaliger Friedhof mit Ummauerung, teilweise Kalkbruchstein, Ost- und Südostseite 17./18. Jahrhundert, Westseite 1907. | D-1-76-167-1 | weitere Bilder |
| Rackertshofener Straße 11; Christian-Faber-Straße 2a; Nähe Christian-Faber-Straße (Standort) | Pfarrhof                                          | Zweigeschossiges Pfarrhaus, mit hohem Kniestock und Kalkplattendach, barocke Putzgliederung, 1694 erbaut; Wirtschaftsgebäude, hakenförmig angeschlossen, massiv, mit Kalkplattendach, 1694 und 1723 erbaut; Obst- und Hausgarten mit Ummauerung und Mauernische (Rest einer ehemaligen Kapelle?), wohl 18. Jahrhundert. | D-1-76-167-3 | Pfarrhof       |
| Rackertshofener Straße 15 (Standort)                                                         | Ehemaliger Kleinbauernhof                         | Wohnhaus eineinhalbgeschossig mit Legschieferdeckung, 1862 (dendrologisch datiert), quer angeschlossener ehemaliger Stallbau, eingeschossig mit Fachwerk-Kniestock, 1789 (dendrologisch datiert); zugehörige Scheune mit Steilgiebel und großem segmentbogigem Tor, 19. Jahrhundert.                                    | D-1-76-167-6 | BW             |
| Nähe St.-Gangolf-Straße (Standort)                                                           | Kapelle St. Gangolf                               | Wohl 18. Jahrhundert; in jüngerer Zeit erneuert; mit Ausstattung. | D-1-76-167-4 | weitere Bilder |

### Echenzell
| Lage                                                         | Objekt                               | Beschreibung | Akten-Nr.    | Bild           |
| ------------------------------------------------------------ | ------------------------------------ | --- | ------------ | -------------- |
| Gaimersheimer Straße 5; Nähe Gaimersheimer Straße (Standort) | Katholische Filialkirche St. Ägidius | Saalkirche mit Steildach und Chorturm, spätmittelalterliche Anlage, im 18. Jahrhundert barockisiert; mit Ausstattung; Friedhofsummauerung, im Kern 17./18. Jahrhundert. | D-1-76-167-5 | weitere Bilder |